# Eurymela walkeri
Eurymela walkeri är en insektsart som beskrevs av Metcalf 1965. Eurymela walkeri ingår i släktet Eurymela och familjen dvärgstritar. Inga underarter finns listade i Catalogue of Life.